# 홍콩 경제무역대표부

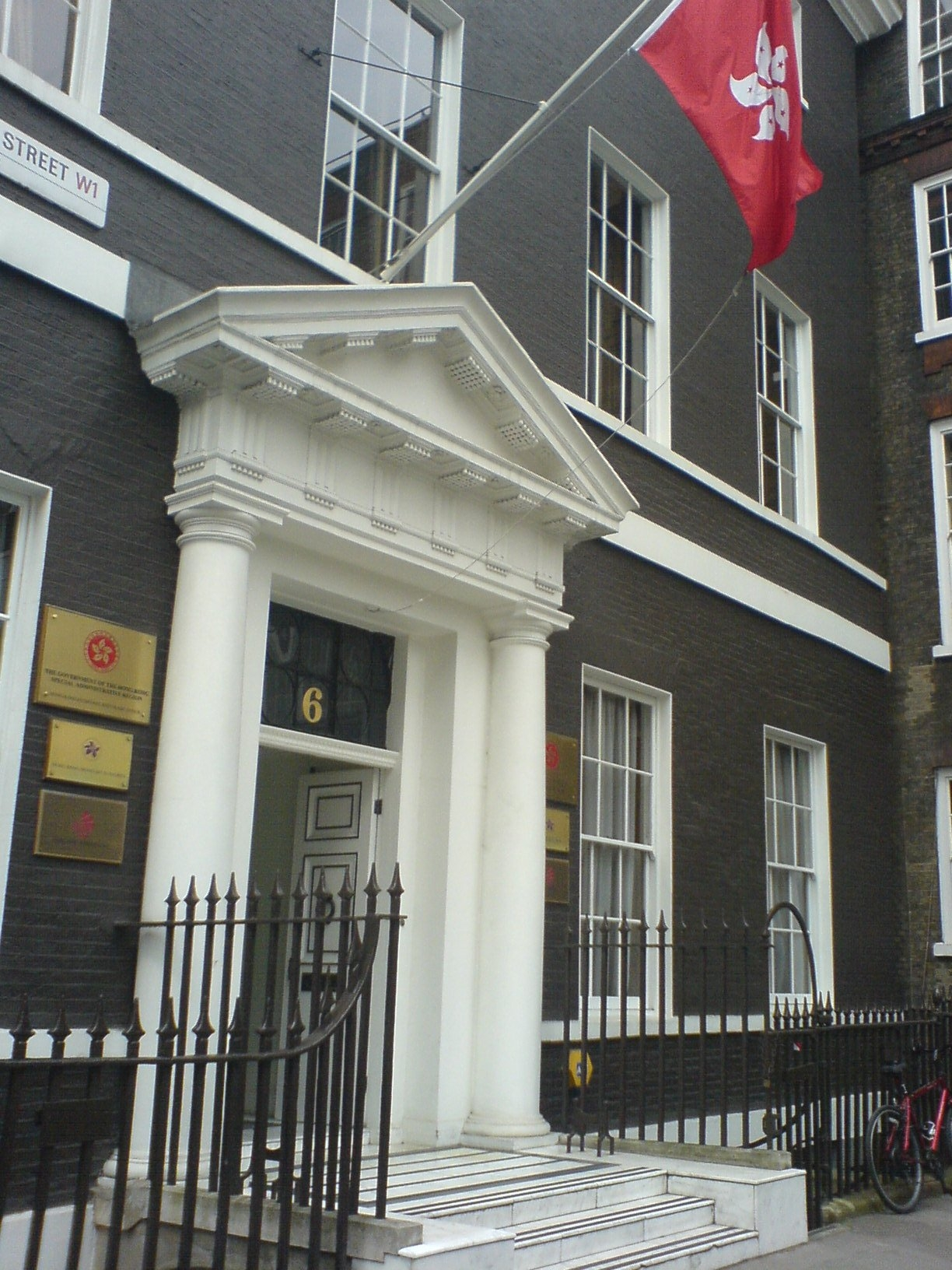
영국 런던 주재 홍콩 경제무역대표부

홍콩 경제무역대표부 또는 홍콩 경제무역판사처(중국어 간체자: 香港经济贸易办事处, 정체자: 香港經濟貿易辦事處, 병음: Xiānggǎng Jǐngjì Wénhùa Bànshìchù, 영어: Hong Kong Economic and Trade Office, HKETO)는 홍콩 특별행정구 정부의 대표부이자 무역 사무소이다. 중국 대륙과 해외 각지에 주재하며 특히 해외에서는 홍콩 특별행정구 정부를 대표하는 역할을 한다. 정부 간 교류를 포함하여 경제, 무역, 관광, 문화 예술 교류 등 다방면에서 상호 협력을 추진한다. 홍콩은 현재 해외에 14개 대표부 사무소, 중국 대륙에 16개 판사처(5개 대표부 판사처, 11개 산하 연락사무소)를 운영하고 있다.

## 역사
1997년에 홍콩 반환이 있기까지 주요 무역 시장에서 영국령 홍콩의 상업적 이익은 홍콩 정부 사무소(Hong Kong Government Office)가 대표했는데 영사 업무는 해외 주재 영국 대사관 또는 고등판무관 사무소에 의해 처리되었다. 1982년 당시에 영국 런던, 벨기에 브뤼셀, 미국 워싱턴 D.C., 스위스 제네바에 위치한 홍콩 정부 사무소는 홍콩 정부 산하 입법행정국에 배치되었다.
홍콩 반환을 앞두고 영국과 중국 양국 정부는 외교나 영사 기능이 없음을 분명히 하기 위해 이들 사무소의 이름을 "홍콩 경제무역대표부"로 바꿔야 한다는 데에 동의했다. 영국에서는 주런던 홍콩 경제무역대표부가 《1996년 홍콩 경제무역대표부법》(Hong Kong Economic and Trade Office Act 1996)에 따라 다수의 개인 면책 특권과 조세 특권을 부여받았다. 홍콩 경제무역대표부가 주재한 다른 나라에서도 이와 비슷한 협상이 진행되었다. 예를 들어 주토론토 홍콩 경제무역대표부는 캐나다 외무부의 《홍콩 경제 무역 사무소의 특권과 면책에 관한 조례》(Hong Kong Economic and Trade Office Privileges and Immunities Order)를 통해 승인받았고 주시드니 홍콩 경제무역대표부는 오스트레일리아의 《1995년 외국 공관(특권 및 면책 특권)에 관한 법률》(Overseas Missions (Privileges and Immunities) Act 1995)에 따라 승인받았다.

## 기능
홍콩은 대외 무역 관계를 수행하는 데 완전한 자치권을 가지고 있다. 《홍콩 기본법》은 홍콩을 별도의 관세 구역으로 규정하며 "홍콩 차이나" 또는 "중국 홍콩"(Hong Kong, China)이라는 이름을 사용하여 세계무역기구와 같은 관련 국제 기구와 국제 무역 협정에 참여할 수 있다고 규정하고 있다.
홍콩 경제무역대표부는 홍콩의 경제 및 무역 이익을 증진하는 데 대부분의 업무를 집중한다. 홍콩 경제무역대표부의 주요 기능은 다음과 같다.
- 의견 형성자의 홍콩에 대한 이해 증진
- 홍콩의 경제 및 무역 이익에 영향을 미칠 수 있는 발전 모니터링
- 비즈니스 및 상업 부문, 정치인, 언론 매체, 미디어와의 긴밀히 연락
- 홍콩의 이미지를 알리기 위한 행사 개최
- 관할 국가 및 지역의 담당자 및 담당자와의 정기 회의
- 홍콩의 고위층 관리들의 해외 방문 조직

주런던 홍콩 경제무역대표부는 국제 해사 기구, 주브뤼셀 홍콩 경제무역대표부는 유럽 연합, 주제네바 홍콩 경제무역대표부는 세계무역기구 주재 홍콩 상주대표부 역할을 겸하고 있다.
홍콩 경제무역대표부가 존재하지 않는 국가나 지역에서는 해당 국가에 주재하는 중국 공관이 홍콩의 이익을 대변할 의무가 있다. 그럼에도 불구하고 이러한 대표단의 비자 신청은 홍콩 입경사무처에 의해 전송되고 처리된다.

## 조직
해외에 주재하는 홍콩 경제무역대표부 사무소는 홍콩 특별행정구 정부 상업경제개발국 산하 기구로 운영된다. 중국 대륙에 주재하는 홍콩 경제무역대표부 판사처는 정제내지사무국 산하 기구로 운영된다. 홍콩 경제무역대표부의 수장은 보통 대표라고 불린다.

## 특권 및 면책 특권
홍콩 경제무역대표부에 부여된 특권과 면책 특권은 주재국 정부와의 협상에 따른 결과인데 이는 대표부마다 다르다. 어떤 경우에는 주재국(영국, 오스트레일리아, 독일) 정부가 국내 입법 절차를 통해 홍콩 경제무역대표부에 각종 특권과 면책 특권을 부여했다.
현재 모든 14개 해외 홍콩 경제무역대표부들은 홍콩 경제무역대표부가 어떠한 개입 없이 그들의 임무를 수행할 수 있도록 하기 위해 각각의 주재국 정부로부터 일정한 특권과 면책 특권을 부여받았다. 넓게 말하면 홍콩 경제무역대표부가 누리는 특권과 면책 특권은 주로 부지, 공식 서신, 기록 보관소 및 문서의 불가침성뿐만 아니라 부지 및 대표자의 과세 면제를 포함한다.

## 목록

### 중국 대륙 주재 홍콩 경제무역판사처
| 판사처                                       | 위치                    | 공식 웹사이트   | 관할 지역 |
| -------------------------------------------- | ----------------------- | --------------- | --- |
| 주베이징 홍콩 특별행정구 정부 판사처         | 베이징시                | 베이징          | 베이징시, 톈진시, 허베이성, 랴오닝성, 지린성, 헤이룽장성, 내몽골 자치구, 신장 위구르 자치구, 간쑤성, 닝샤 후이족 자치구 |
| 주베이징 홍콩 특별행정구 정부 판사처         | 랴오닝성 선양시         | 산하 연락사무소 | 빈칸 |
| 주베이징 홍콩 특별행정구 정부 판사처         | 톈진시                  | 산하 연락사무소 | 빈칸 |
| 주광둥 홍콩 특별행정구 정부 경제무역판사처   | 광둥성 광저우시         | 광둥            | 광둥성, 광시 좡족 자치구, 하이난성, 푸젠성, 장시성                                                                      |
| 주광둥 홍콩 특별행정구 정부 경제무역판사처   | 광둥성 선전시           | 산하 연락사무소 | 빈칸 |
| 주광둥 홍콩 특별행정구 정부 경제무역판사처   | 광시 좡족 자치구 난닝시 | 산하 연락사무소 | 빈칸 |
| 주광둥 홍콩 특별행정구 정부 경제무역판사처   | 푸젠성 푸저우시         | 산하 연락사무소 | 빈칸 |
| 주상하이 홍콩 특별행정구 정부 경제무역판사처 | 상하이시                | 상하이          | 상하이시, 장쑤성, 저장성, 안후이성, 산둥성                                                                              |
| 주상하이 홍콩 특별행정구 정부 경제무역판사처 | 산둥성 지난시           | 산하 연락사무소 | 빈칸 |
| 주상하이 홍콩 특별행정구 정부 경제무역판사처 | 저장성 항저우시         | 산하 연락사무소 | 빈칸 |
| 주청두 홍콩 특별행정구 정부 경제무역판사처   | 쓰촨성 청두시           | 청두            | 쓰촨성, 티베트 자치구, 구이저우성, 칭하이성, 산시성, 충칭시                                                             |
| 주청두 홍콩 특별행정구 정부 경제무역판사처   | 충칭시                  | 산하 연락사무소 | 빈칸 |
| 주청두 홍콩 특별행정구 정부 경제무역판사처   | 산시성 시안시           | 산하 연락사무소 | 빈칸 |
| 주우한 홍콩 특별행정구 정부 경제무역판사처   | 후베이성 우한시         | 우한            | 후베이성, 후난성, 장시성, 산시성, 허난성                                                                                |
| 주우한 홍콩 특별행정구 정부 경제무역판사처   | 후난성 창사시           | 산하 연락사무소 | 빈칸 |
| 주우한 홍콩 특별행정구 정부 경제무역판사처   | 허난성 정저우시         | 산하 연락사무소 | 빈칸 |

- 홍콩은 과거에 타이완 타이베이시에 홍콩 경제무역문화판사처를 운영했으나 현재는 폐쇄된 상태이다.

### 해외 주재 홍콩 경제무역대표부
| 대표부                                                                      | 위치                  | 공식 웹사이트 | 관할 국가 및 지역 |
| --------------------------------------------------------------------------- | --------------------- | ------------- | --- |
| 주시드니 홍콩 경제무역대표부                                                | 오스트레일리아 시드니 | 시드니        | - 오스트레일리아 - 뉴질랜드 |
| 주브뤼셀 홍콩 경제무역대표부                                                | 벨기에 브뤼셀         | 브뤼셀        | - 유럽 연합 겸임 - 벨기에 - 불가리아 - 크로아티아 - 키프로스 - 프랑스 - 그리스 - 아일랜드 - 이탈리아 - 몰타 - 네덜란드 - 포르투갈 - 루마니아 - 스페인 - 튀르키예 |
| 주런던 홍콩 경제무역대표부                                                  | 영국 런던             | 런던          | - 영국 - 덴마크 - 스웨덴 - 노르웨이 - 핀란드 - 러시아 - 에스토니아 - 라트비아 - 리투아니아 |
| 주베를린 홍콩 경제무역대표부                                                | 독일 베를린           | 베를린        | - 독일 - 오스트리아 - 스위스 - 폴란드 - 체코 - 헝가리 - 슬로바키아 - 슬로베니아 |
| 주도쿄 홍콩 경제무역대표부                                                  | 일본 도쿄도           | 도쿄          | - 일본 - 대한민국 |
| 홍콩 경제무역대표부 서울 사무소 (주서울 홍콩 경제무역대표부로 승격 추진 중) | 대한민국 서울특별시   | 서울          | - 대한민국 |
| 주방콕 홍콩 경제무역대표부                                                  | 태국 방콕             | 방콕          | - 태국 - 캄보디아 - 미얀마 - 방글라데시 |
| 주싱가포르 홍콩 경제무역대표부                                              | 싱가포르              | 싱가포르      | - 싱가포르 - 라오스 - 베트남 - 인도 |
| 주자카르타 홍콩 경제무역대표부                                              | 인도네시아 자카르타   | 자카르타      | - 동남아시아 국가 연합 겸임 - 인도네시아 - 말레이시아 - 브루나이 - 필리핀 |
| 주뭄바이 홍콩 경제무역대표부 (설립 추진 중)                                 | 인도 뭄바이           |               | - 인도 (계획) |
| 주두바이 홍콩 경제무역대표부                                                | 아랍에미리트 두바이   | 두바이        | - 아랍에미리트 - 사우디아라비아 - 카타르 - 바레인 - 쿠웨이트 - 오만 |
| 주모스크바 홍콩 경제무역대표부 (설립 추진 중)                               | 러시아 모스크바       |               | - 러시아 - 벨라루스 - 카자흐스탄 - 아르메니아 - 키르기스스탄 (계획) |
| 주제네바 홍콩 경제무역대표부                                                | 스위스 제네바         | 제네바        | - 세계무역기구 |
| 주워싱턴 홍콩 경제무역대표부                                                | 미국 워싱턴 D.C.      | 미국 워싱턴   | - 미국 - 워싱턴 D.C. |
| 주뉴욕 홍콩 경제무역대표부                                                  | 미국 뉴욕             | 뉴욕          | - 미국 - 앨라배마주, 아칸소주, 코네티컷주, 델라웨어주 - 플로리다주, 조지아주, 일리노이주, 인디애나주 - 아이오와주, 켄터키주, 루이지애나주, 메인주 - 메릴랜드주, 매사추세츠주, 미시간주, 미네소타주 - 미시시피주, 미주리주, 뉴햄프셔주, 뉴저지주 - 뉴욕주, 노스캐롤라이나주, 오하이오주, 펜실베이니아주 - 로드아일랜드주, 사우스캐롤라이나주, 테네시주, 버몬트주 - 버지니아주, 웨스트버지니아주, 위스콘신주 |
| 주샌프란시스코 홍콩 경제무역대표부                                          | 미국 샌프란시스코     | 샌프란시스코  | - 미국 - 알래스카주, 애리조나주, 캘리포니아주, 콜로라도주 - 하와이주, 아이다호주, 캔자스주, 오클라호마주 - 오리건주, 몬태나주, 네브래스카주, 네바다주 - 뉴멕시코주, 노스다코타주, 사우스다코타주, 텍사스주 - 유타주, 워싱턴주, 와이오밍주 |
| 주토론토 홍콩 경제무역대표부                                                | 캐나다 토론토         | 토론토        | - 캐나다 |

## 같이 보기
- 타이베이 대표부